# آنکن
آنکن (به انگلیسی: Onchan) یک منطقهٔ مسکونی در بریتانیا است که در جزیره من واقع شده‌است. آنکن ۹٬۱۷۲ نفر جمعیت دارد.